# E.S. Posthumus
E.S. Posthumus byla nezávislá hudební skupina založená roku 2000 bratry Helmutem a Franzem Vonlichtenovými v Los Angeles.
Jejich hudba, která kombinuje klasickou orchestrální hudbu s elektronickou a s mnoha dalšími vlivy, a kterou je proto složité pojmenovat konkrétním žánrem, byla použita v mnoha filmových trailerech a filmech samotných jako Sherlock Holmes, Spider-Man, Pán prstenů: Dvě věže, Matrix Reloaded nebo v seriálech Ztraceni, Top Gear nebo Odložené případy.
E.S. je zkratka pro „Experimental Sounds“ a Posthumus je makaronský výraz, znamenající „Všechny věci minulé“.
V souvislosti s názvem jsou všechny skladby na prvním albu, vydaném v roce 2001, pojmenované po prastarých, zapomenutých, nebo zničených městech. Unearthed bylo pravděpodobně nejúspěšnější album. Na internetovém obchodě s hudbou CD Baby se stalo třetím nejprodávanějším CD v historii a velká část hudby, která se objevila v televizi pochází právě z toho alba.
Druhé album Cartographer bylo v roce 2008 vydáno jako dvou CD, přičemž první CD obsahuje vokální část, kterou zpívá Luna Sans, zatímco druhé obsahuje remixované verze nahrazující zpěv instrumentálními sóly a melodiemi, které ho přibližují více ke stylu prvního alba. Tyto remixované verze se objevují v seriálech jako Hrdinové nebo Zákon a pořádek
Třetí CD Makara (album) z února roku 2010 bylo kromě CD Baby vydáno i na iTunes, Amazon a dalších populárních službách. Skladby z tohoto alba se objevují například ve filmu Avatar, nebo Sherlock Holmes.
V červenci 2010 bylo oficiálně oznámeno že Franz zemřel a že skupina ukončuje činnost. V listopadu vydal Helmut dosud nezveřejněný singl Christmas Eve a roce 2011 založil novou skupinu Les Friction.

## Diskografie
- 2001: Unearthed
- 2008: Cartographer
- 2010: Makara (album)